# Chrysler 300M
Chrysler 300M är en bilmodell producerad av Chrysler mellan 1998 och 2003. Modellen, en stor sedan, var en efterträdare till Eagle Vision (som såldes i Europa som Chrysler Vision (Chrysler beslutade 1998 att lägga ner märket Eagle)) och var mindre än Chrysler LHS och Chrysler Concorde för att vara gångbar på den europeiska marknaden. 2004 ersattes av den av Chrysler 300C. 
300M såldes med två olika motorer, den ena en 2,7 liters V6 på 204 hk och den andra en 3,5 liters V6 på 254 hk.